# Zračna luka Trabzon
Zračna luka Trabzon (IATA: TZX, ICAO: LTCG)je zračna luka u gradu Trabzonu, u istočnom djelu Crnomorske regije Turske.

## Vanjske poveznice
- Zračna luka Trabzon[neaktivna poveznica]